# Базилика-да-Эштрела
Базилика-да-Эштрела (порт. Basílica da Estrela — Базилика Звезды) — базилика в Лиссабоне, построенная по приказу королевы Марии I Португальской в исполнении обета после рождения сына Жозе, принца Бразильского. Строительство началось в 1779 году и было окончено в 1790 году, спустя два года после скоропостижной кончины Жозе от оспы в возрасте 27 лет.

## Внешний вид
Базилика располагается напротив одноимённого парка в западной части Лиссабона на холме, благодаря чему её гигантский купол можно наблюдать из различных районов города. Архитектура базилики напоминает дворец Мафра, выполненный в стиле позднего барокко с элементами классицизма. Для её строительства использовался мрамор трёх видов: серый, розовый и жёлтый. К храму примыкают две колокольни, на которых установлены статуи святых и аллегорические фигуры. В оформлении интерьера были использованы картины итальянского художника Помпео Батони.
Этот храм имеет два органа — большой орган (построен в 1789 году) и орган хора (1791 год). Главной достопримечательностью базилики является рождественский вертеп со сценой Рождества, созданный по эскизу скульптора Жоакина Машаду де Каштру, и состоящий более чем из 500 фигур. В базилике также расположена гробница королевы Марии I.